# Tupe (distrito)
O Distrito peruano de Tupe é um dos trinta e tês distritos da Província de Yauyos, situada no  Departamento de Lima, pertencente a Região de Lima, Peru. 

## Transporte
O distrito de Tupe é servido pela seguinte rodovia:
- LM-128, que liga o distrito à cidade de Catahuasi [1][2][3]